# ساله (پیمونت)
ساله (به ایتالیایی: Sale) یک کومونه در ایتالیا است که در استان آلساندریا واقع شده‌است. ساله ۴۴٫۷ کیلومتر مربع مساحت و ۴٬۲۵۳ نفر جمعیت دارد و ۸۳ متر بالاتر از سطح دریا واقع شده‌است.